# راتينجية كورية
الراتينجية الكورية نوع شجري يتبع جنس الراتينجية من الفصيلة الصنوبرية. يشبه إلى حد كبير راتينجية كوياما فيعتبره بعض علماء النبات النوعين مترادفين.

## البيئة والانتشار
ينتشر في كوريا الشمالية وروسيا.